# Santo Stefano (Giotto)
Il Santo Stefano è un dipinto a tempera e oro su tavola (84 × 54 cm) di Giotto, databile al 1330-1335 circa e conservato nel Museo Horne a Firenze.

## Storia
Per le misure e la forma della tavola l'opera era generalmente associata alla Madonna col Bambino della National Gallery di Washington e ai due santi del Museo Jacquemart-André di Chaalis, San Giovanni Evangelista e San Lorenzo, con i quali si pensava formasse in origine un polittico a cinque scomparti magari da identificare con uno di quelli ricordati dalle fonti in Santa Croce con un quinto pannello perduto.
Una parte della critica però registrava, oltre a lievi differenze nella forma della cornice, un evidente divario stilistico, soprattutto tra lo straordinario Santo Stefano e le più povere tavole di Chaalis. Indagini recenti e più approfondite hanno definitivamente messo in luce come il pannello fiorentino sia però preparato a terra verde, mentre quelli francesi a terra rossa, per cui sicuramente di diversa provenienza.
La tavola del Santo Stefano è collocata nell'estrema fase produttiva del maestro, dopo le pitture della Cappella Bardi.

## Descrizione e stile
Santo Stefano, riconoscibile per i sassi sulla testa, allusione alla sua lapidazione, e per la dalmatica, è raffigurato a mezza figura, con una semplice aureola punzonata sullo sfondo oro uniforme. Figura di estrema eleganza, è rivolto a destra e regge, con una mano affusolata e geometrica, un libro rosso rilegato con decorazioni ad oro zecchino. Il disegno appare prezioso, il colore ricercatissimo. Finissima è la veste, con straordinari ricami al collo, al petto, ai bordi lungo le spalle e ai polsi. Un lembo di tessuto, dallo fodera rossa, iridescente di riflessi dorati, copre per metà il libro e ricade pesantemente verso il basso, con pieghe molto realistiche.